# First Division 1966-1967
La First Division 1966-1967 è stata la 68ª edizione della massima serie del campionato inglese di calcio, disputato tra il 20 agosto 1966 e il 16 maggio 1967 e concluso con la vittoria del Manchester Utd, al suo settimo titolo.
Capocannoniere del torneo è stato Ron Davies (Southampton) con 37 reti.

## Stagione

### Novità
Al posto delle retrocesse Northampton Town e Blackburn sono saliti dalla Second Division il Manchester City e il Southampton.

### Avvenimenti
Il campionato successivo alla vittoria della nazionale inglese ai mondiali disputati in casa, si aprì il 20 agosto 1966. Inizialmente si portarono in vetta il Burnley e l'Arsenal, poi le due squadre furono riprese dal gruppo da cui si staccò, all'ottava giornata, il Chelsea. I Blues, tallonati dallo Stoke City e dal Tottenham, persero il primato della classifica all'undicesima giornata, a partire dalla quale si alternarono in vetta gli Spurs, lo Stoke City e lo stesso Chelsea, che dalla tredicesima giornata tentò di fuggire. Dopo cinque giornate i Blues furono però superati dal Manchester Utd che concluse il girone di andata con due punti di vantaggio sul Chelsea e quattro sul Liverpool.
Furono proprio i Reds, durante le prime giornate del girone di ritorno ad ostacolare la capolista: dopo averla raggiunta alla prima di ritorno, il Liverpool la sorpassò alla ventiseiesima giornata mantenendo il primato solitario per quattro turni. I Red Devils ripresero infatti alla trentesima giornata la testa della classifica e guadagnarono terreno sul gruppo delle inseguitrici (composto dal Liverpool, dal Tottenham e dal Nottingham Forest), conquistando infine il loro settimo titolo nazionale con due giornate di anticipo.
I verdetti a fondo classifica si decisero con una giornata di anticipo: assieme al Blackpool, rimasto da tempo sul fondo, retrocesse l'Aston Villa.

## Squadre partecipanti
| Club              | Stagione | Città               | Stadio               | Stagione precedente                   |
| ----------------- | -------- | ------------------- | -------------------- | ------------------------------------- |
| Arsenal           | dettagli | Londra              | Arsenal Stadium      | 14º posto in First Division           |
| Aston Villa       | dettagli | Birmingham          | Villa Park           | 16º posto in First Division           |
| Blackpool         | dettagli | Blackpool           | Bloomfield Road      | 13º posto in First Division           |
| Burnley           | dettagli | Burnley             | Turf Moor            | 3º posto in First Division            |
| Chelsea           | dettagli | Londra              | Stamford Bridge      | 5º posto in First Division            |
| Everton           | dettagli | Liverpool           | Goodison Park        | 11º posto in First Division           |
| Fulham            | dettagli | Londra              | Craven Cottage       | 20º posto in First Division           |
| Leeds Utd         | dettagli | Leeds               | Elland Road          | 2º posto in First Division            |
| Leicester City    | dettagli | Leicester           | Filbert Street       | 7º posto in First Division            |
| Liverpool         | dettagli | Liverpool           | Anfield              | 1º posto in First Division            |
| Manchester City   | dettagli | Manchester          | Maine Road           | 1º posto in Second Division, promosso |
| Manchester Utd    | dettagli | Manchester          | Old Trafford         | 4º posto in First Division            |
| Newcastle Utd     | dettagli | Newcastle upon Tyne | St James' Park       | 15º posto in First Division           |
| Nottingham Forest | dettagli | Nottingham          | City Ground          | 18º posto in First Division           |
| Sheffield Utd     | dettagli | Sheffield           | Bramall Lane         | 9º posto in First Division            |
| Sheffield Weds    | dettagli | Sheffield           | Hillsborough Stadium | 17º posto in First Division           |
| Southampton       | dettagli | Southampton         | The Dell             | 2º posto in Second Division, promosso |
| Stoke City        | dettagli | Stoke-on-Trent      | Victoria Ground      | 10º posto in First Division           |
| Sunderland        | dettagli | Sunderland          | Roker Park           | 19º posto in First Division           |
| Tottenham         | dettagli | Londra              | White Hart Lane      | 8º posto in First Division            |
| West Bromwich     | dettagli | West Bromwich       | The Hawthorns        | 6º posto in First Division            |
| West Ham Utd      | dettagli | Londra              | Boleyn Ground        | 12º posto in First Division           |

## Classifica finale
|       | Pos. | Squadra           | Pt | G  | V  | N  | P  | GF | GS | QR    |
| ----- | ---- | ----------------- | -- | -- | -- | -- | -- | -- | -- | ----- |
|       | 1.   | Manchester Utd    | 60 | 42 | 24 | 12 | 6  | 84 | 45 | 1.867 |
|       | 2.   | Nottingham Forest | 56 | 42 | 23 | 10 | 9  | 64 | 41 | 1.561 |
| [ 3 ] | 3.   | Tottenham         | 56 | 42 | 24 | 8  | 10 | 71 | 48 | 1.479 |
|       | 4.   | Leeds Utd         | 55 | 42 | 22 | 11 | 9  | 62 | 42 | 1.476 |
|       | 5.   | Liverpool         | 51 | 42 | 19 | 13 | 10 | 64 | 47 | 1.362 |
|       | 6.   | Everton           | 48 | 42 | 19 | 10 | 13 | 65 | 46 | 1.413 |
|       | 7.   | Arsenal           | 46 | 42 | 16 | 14 | 12 | 58 | 47 | 1.234 |
|       | 8.   | Leicester City    | 44 | 42 | 18 | 8  | 16 | 78 | 71 | 1.099 |
|       | 9.   | Chelsea           | 44 | 42 | 15 | 14 | 13 | 67 | 62 | 1.081 |
|       | 10.  | Sheffield Utd     | 42 | 42 | 16 | 10 | 16 | 52 | 59 | 0.881 |
|       | 11.  | Sheffield Weds    | 41 | 42 | 14 | 13 | 15 | 56 | 47 | 1.191 |
|       | 12.  | Stoke City        | 41 | 42 | 17 | 7  | 18 | 63 | 58 | 1.086 |
|       | 13.  | West Bromwich     | 39 | 42 | 16 | 7  | 19 | 77 | 73 | 1.055 |
|       | 14.  | Burnley           | 39 | 42 | 15 | 9  | 18 | 66 | 76 | 0.868 |
|       | 15.  | Manchester City   | 39 | 42 | 12 | 15 | 15 | 43 | 52 | 0.827 |
|       | 16.  | West Ham Utd      | 36 | 42 | 14 | 8  | 20 | 80 | 84 | 0.952 |
|       | 17.  | Sunderland        | 36 | 42 | 14 | 8  | 20 | 58 | 72 | 0.806 |
|       | 18.  | Fulham            | 34 | 42 | 11 | 12 | 19 | 71 | 83 | 0.855 |
|       | 19.  | Southampton       | 34 | 42 | 14 | 6  | 22 | 74 | 92 | 0.804 |
|       | 20.  | Newcastle Utd     | 33 | 42 | 12 | 9  | 21 | 39 | 81 | 0.481 |
|       | 21.  | Aston Villa       | 29 | 42 | 11 | 7  | 24 | 54 | 85 | 0.635 |
|       | 22.  | Blackpool         | 21 | 42 | 6  | 9  | 27 | 41 | 76 | 0.539 |

Legenda:
      Campione d'Inghilterra e ammessa in Coppa dei Campioni 1967-1968.
      Ammessa in Coppa delle Coppe 1967-1968.
      Ammesse in Coppa delle Fiere 1967-1968.
      Retrocesse in Second Division 1967-1968.
Regolamento:
Due punti a vittoria, uno a pareggio, zero a sconfitta.
A parità di punti le squadre venivano classificate secondo il quoziente reti.

## Statistiche

### Squadre

#### Capoliste solitarie
Fonte:
|    | —— | —— | —— | —— | —— | —— | ——      | ——      | ——      | ——  | ——  | ——      | ——      | ——  | ——  | ——             | ——             | ——             | ——             | ——             | ——             | ——             | ——             | ——             | ——             | ——  | ——  | ——  | ——  | ——  | ——             | ——             | ——             | ——             | ——             | ——             | ——             | ——             | ——             | ——             | ——             | —— |  |
|    |    |    |    |    |    |    | Chelsea | Chelsea | Chelsea | TH  | SC  | Chelsea | Chelsea |     |     | Manchester Utd | Manchester Utd | Manchester Utd | Manchester Utd | Manchester Utd | Manchester Utd | Manchester Utd | Manchester Utd | Manchester Utd | Manchester Utd |     |     |     | MU  |     | Manchester Utd | Manchester Utd | Manchester Utd | Manchester Utd | Manchester Utd | Manchester Utd | Manchester Utd | Manchester Utd | Manchester Utd | Manchester Utd | Manchester Utd |    |  |
|    |    |    |    |    |    |    |         |         |         |     |     |         |         |     |     |                |                |                |                |                |                |                |                |                |                |     |     |     |     |     |                |                |                |                |                |                |                |                |                |                |                |    |  |
|    |    |    |    |    |    |    |         |         |         |     |     |         |         |     |     |                |                |                |                |                |                |                |                |                |                |     |     |     |     |     |                |                |                |                |                |                |                |                |                |                |                |    |  |
| 1ª | 2ª | 3ª | 4ª | 5ª | 6ª | 7ª | 8ª      | 9ª      | 10ª     | 11ª | 12ª | 13ª     | 14ª     | 15ª | 16ª | 17ª            | 18ª            | 19ª            | 20ª            | 21ª            | 22ª            | 23ª            | 24ª            | 25ª            | 26ª            | 27ª | 28ª | 29ª | 30ª | 31ª | 32ª            | 33ª            | 34ª            | 35ª            | 36ª            | 37ª            | 38ª            | 39ª            | 40ª            | 41ª            | 42ª            |    |  |

#### Primati stagionali
- Maggior numero di vittorie: Manchester Utd, Tottenham (24)
- Minor numero di sconfitte: Manchester Utd (6)
- Migliore attacco: Manchester Utd (84 goal fatti)
- Miglior difesa: Nottingham Forest (41 reti subite)
- Maggior numero di pareggi: Manchester City (15)
- Minor numero di pareggi: Southampton (6)
- Maggior numero di sconfitte: Blackpool (27)
- Minor numero di vittorie: Blackpool (6)
- Peggior attacco: Newcastle (39 reti segnate)
- Peggior difesa: Southampton (92 reti subite)

### Individuali

#### Classifica marcatori
Fonte:
| Gol | Rigori |  | Giocatore        | Squadra                             |
| --- | ------ |  | ---------------- | ----------------------------------- |
| 37  | 1      |  | Ron Davies       | Southampton                         |
| 29  | 1      |  | Geoff Hurst      | West Ham Utd                        |
| 25  | 6      |  | Jimmy Greaves    | Tottenham                           |
| 24  |        |  | Allan Clarke     | Fulham                              |
| 23  | 2      |  | Denis Law        | Manchester Utd                      |
| 21  | 1      |  | Ian Storey-Moore | Nottingham Forest                   |
| 21  | 3      |  | Bobby Tambling   | Chelsea                             |
| 21  | 5      |  | Jackie Sinclair  | Leicester City                      |
| 20  |        |  | Neil Martin      | Sunderland                          |
| 19  |        |  | Clive Clark      | West Bromwich                       |
| 19  |        |  | Peter Dobing     | Stoke City                          |
| 18  |        |  | Tommy Baldwin    | Arsenal (2), Chelsea (16)           |
| 18  |        |  | Andy Lochhead    | Burnley                             |
| 18  |        |  | John Ritchie     | Stoke City (8), Sheffield Weds (10) |